# Phagnalon quartinianum
Phagnalon quartinianum là một loài thực vật có hoa trong họ Cúc. Loài này được A.Rich. miêu tả khoa học đầu tiên.